# Noyelles-sur-Escaut
Noyelles-sur-Escaut ist eine französische Gemeinde mit 815 Einwohnern (Stand 1. Januar 2022) im Département Nord in der Region Hauts-de-France. Sie gehört zum Kanton Le Cateau-Cambrésis im Arrondissement Cambrai. Die Bewohner nennen sich Noyellois.

## Lage
Die Gemeinde Noyelles-sur-Escaut liegt an der Schelde und dem parallel verlaufenden Canal de Saint-Quentin, sechs Kilometer südwestlich der Innenstadt von Cambrai. Sie grenzt im Nordosten an Proville, im Südosten und Süden an Marcoing, im Südwesten an Flesquières sowie im Westen und Nordwesten an Cantaing-sur-Escaut.

## Bevölkerungsentwicklung
| Jahr                       | 1962 | 1968 | 1975 | 1982 | 1990 | 1999 | 2006 | 2012 | 2020 |
| Einwohner                  | 524  | 526  | 478  | 629  | 660  | 655  | 739  | 764  | 813  |
| Quellen: Cassini und INSEE |      |      |      |      |      |      |      |      |      |

## Sehenswürdigkeiten

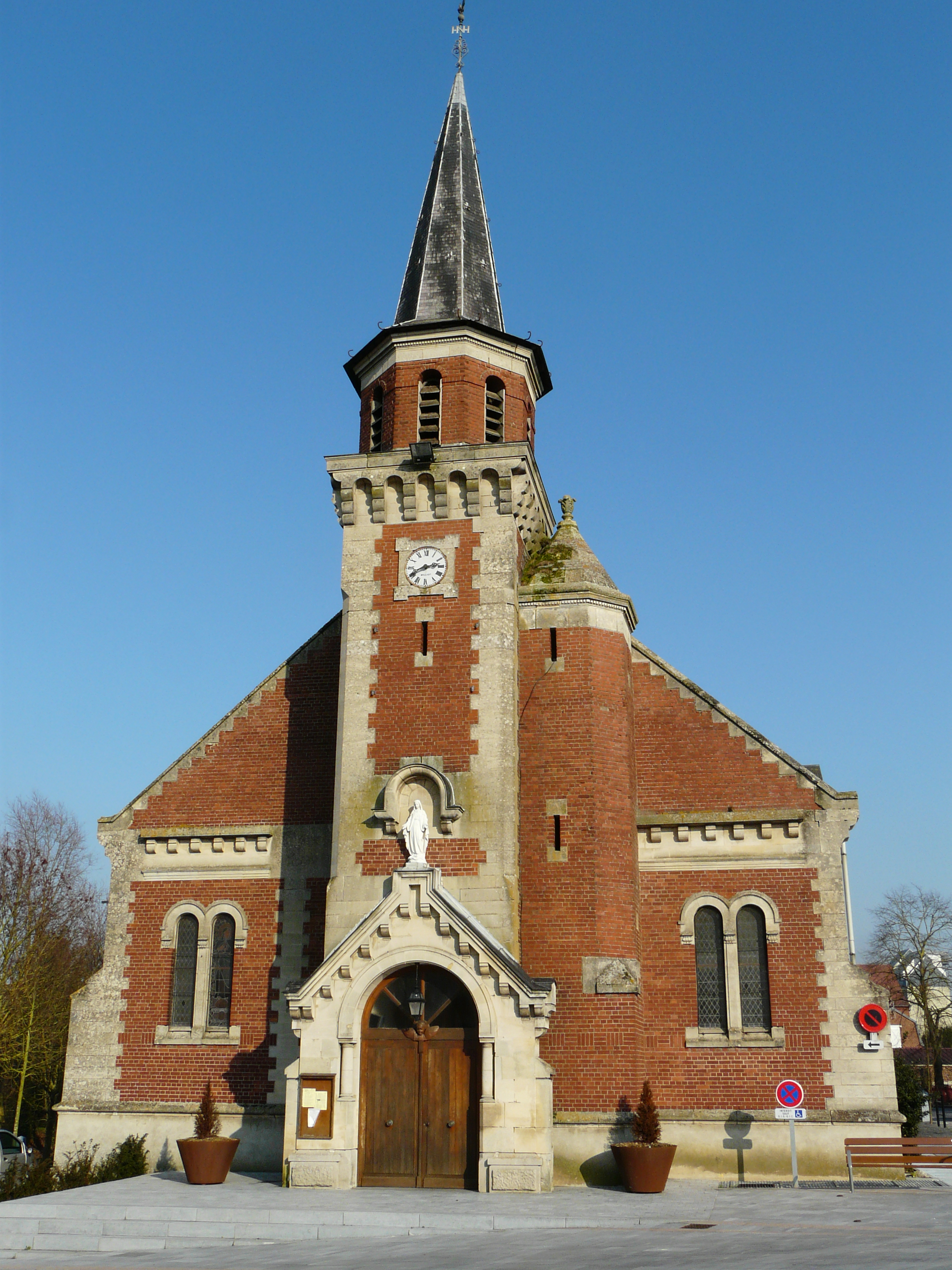
Kirche Mariä Geburt
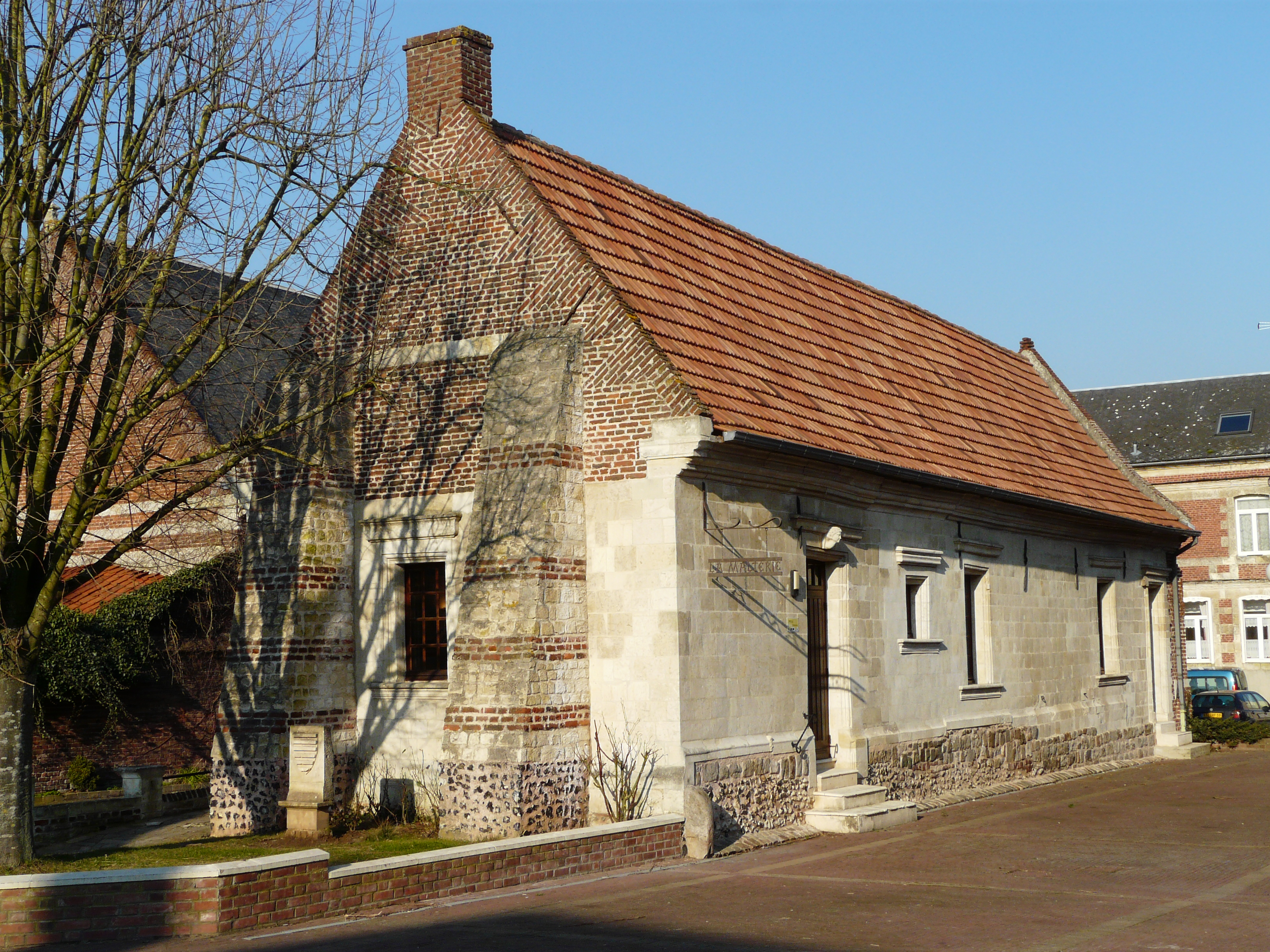
ehemalige Mälzerei
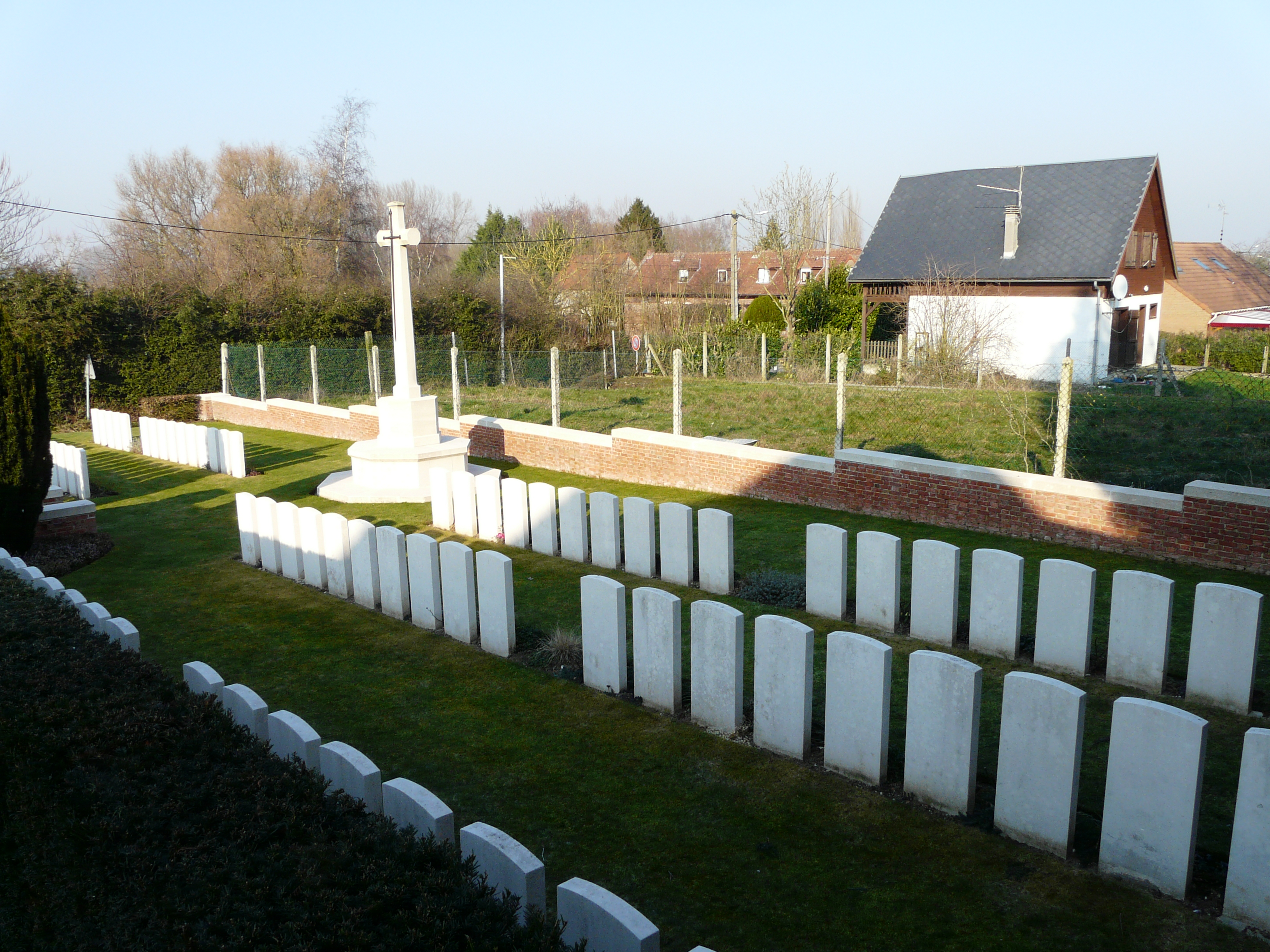
britischer Soldatenfriedhof
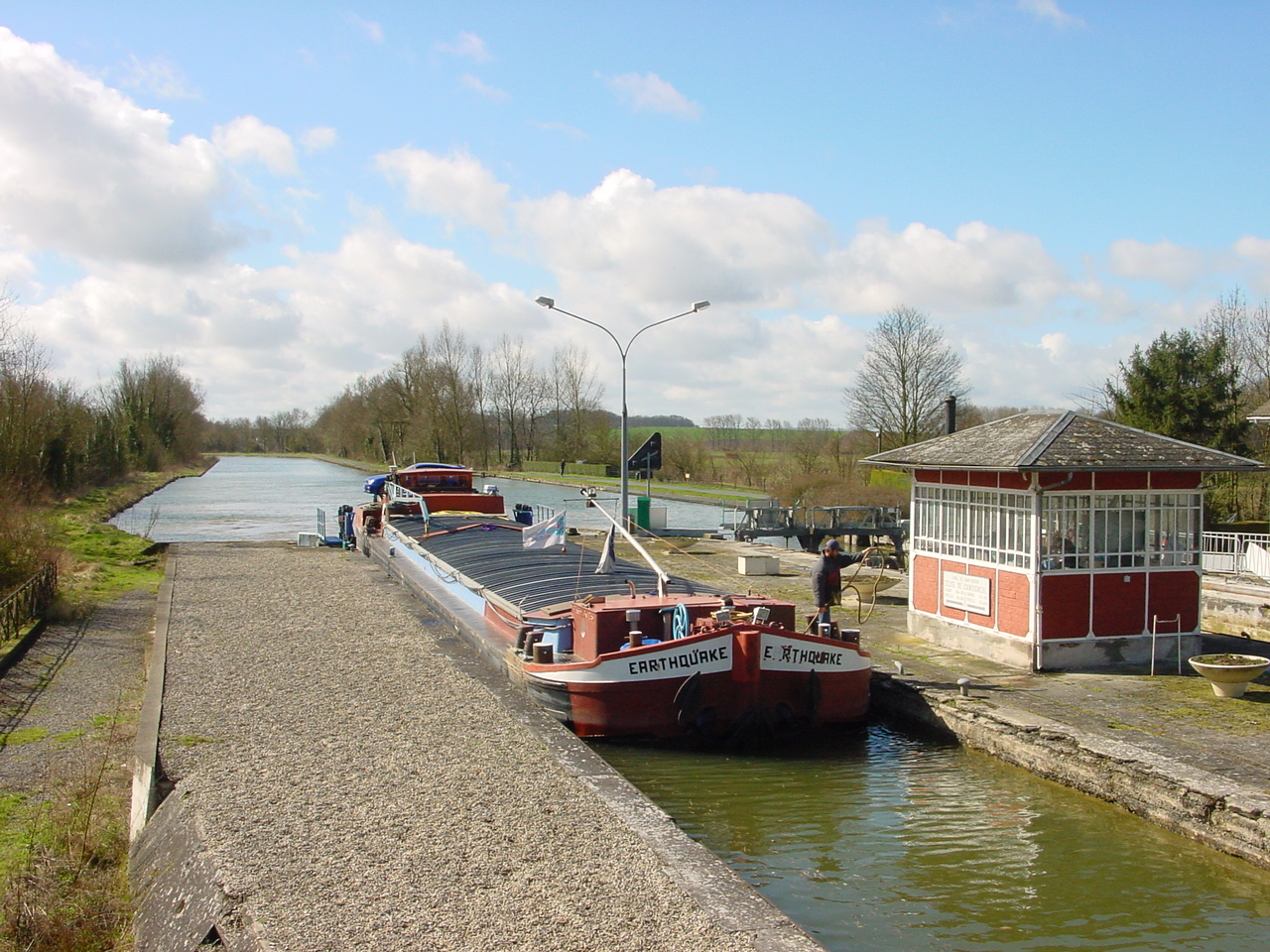
Schleuse am Canal de Saint-Quentin
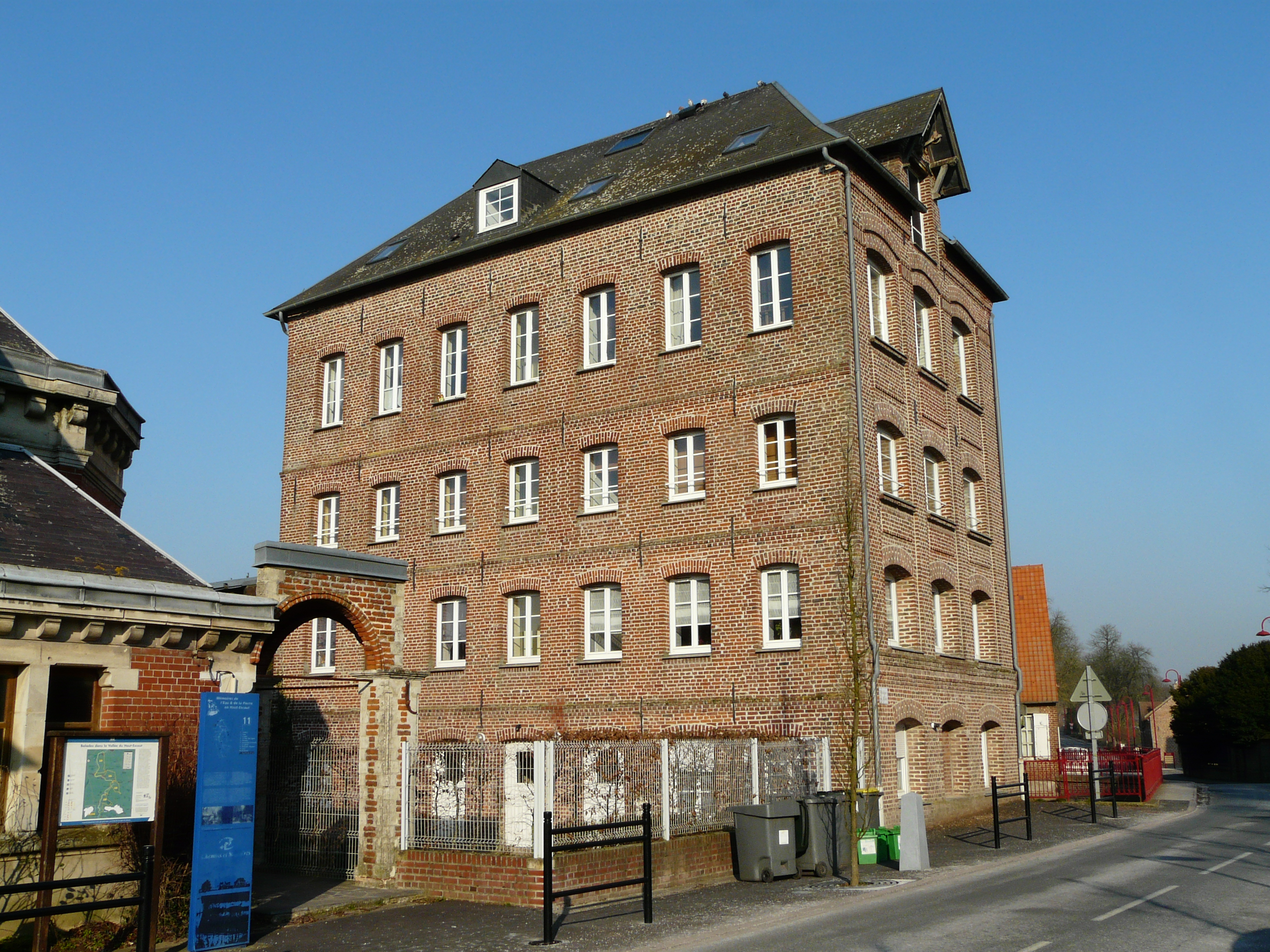
ehemalige Mühle

- Kirche Mariä Geburt
- Ehemalige Mälzerei, heute Gemeindebibliothek
- Britischer Soldatenfriedhof
- Schleuse am Canal de Saint-Quentin
- Ehemalige Mühle